# Chincha Alta
Chincha Alta é uma cidade peruana localizada na região de Ica. É a capital da província de Chincha. 

## Localização
A cidade de Chincha Alta está localizada a 200 quilômetros ao sul de Lima, na província de Chincha, na região de Ica, no Peru. A cidade ocupa uma área de 2988 km² e uma população de 56.085. 

## História

### Era Pré-Chincha
Os primeiros habitantes da região chegaram no início do século IX do vale San Juan e das praias do litoral chinchano, entre Tambo de Mora a e Lurinchincha. Essas pessoas são conhecidas como "Pré-Chincha". O historiador Luis Cánepa Pachas coloca a data da chegada do Pré-Chincha em algum momento do século X. A rudimentar cultura Pré-Chincha estava centrada na pesca e na coleta de conchas. A origem do povo Pré-Chincha ainda é incerta. 

### Era Chincha

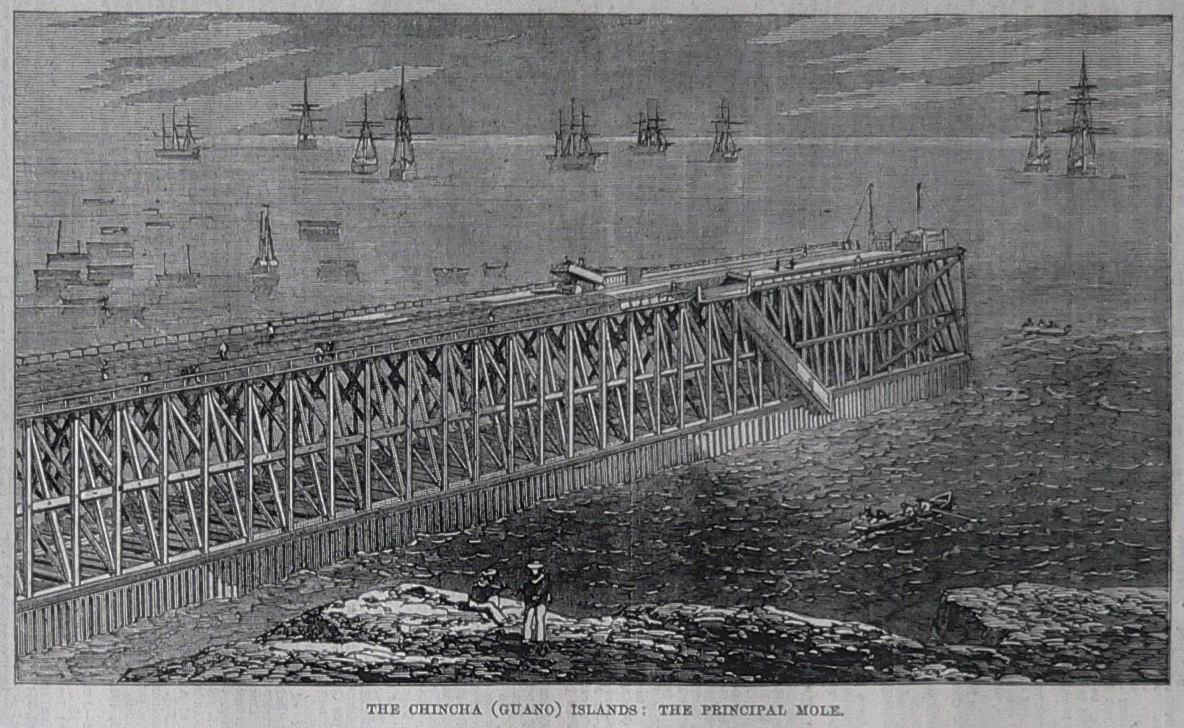
Porto na baía da região Chincha, 1863

No século XI, um povo mais avançado e guerreiro conhecido como Chincha chegou à área costeira. Os Chincha haviam desenvolvido sistemas de arquitetura, agricultura e irrigação. Os Chincha passaram a dominar os habitantes originais da região. Alguns aspectos da cultura pré-Chincha original foram absorvidos pelos recém-chegados. A palavra Chincha é derivada de "Chinchay" (também "Chinchas" ou "Cinca"), que significa "jaguatirica" em quechua chincha. Os Chincha adoravam um deus jaguatirica e acreditavam ser descendentes de jaguatiricas, que embasavam suas tendências bélicas e dominantes. Os Chincha fertilizavam seus campos com pássaros mortos e guano, e esse conhecimento foi passado aos povos posteriores. Os Chincha aprenderam as habilidades de navegação com os antigos habitantes da região e podem ter viajado até a América Central de barco.  

### Era Inca
Entre 1458 e 1460, os Chincha foram conquistados pelos exércitos do Império Inca liderados por Túpac Yupanqui durante o reinado de seu pai, Pachacuti. A região dos Chincha se tornou parte importante do Império Inca, e os Incas valorizavam os Chincha por seu conhecimento agrícola, sua habilidade militar e pelas rotas comerciais que estes desenvolveram. 

### Era colonial
A região foi conquistada pelos espanhóis e a área sofreu um declínio de 99% da população nos primeiros 85 anos de domínio espanhol e muitos lugares ficaram desertos. Os africanos trazidos pelos espanhóis começaram a se estabelecer em massa na região. A partir daí, vimos que as áreas circunvizinhas se tornaram um paraíso para os escravos africanos fugitivos, conhecidos pelos espanhóis como Cimarrones. 

### Era moderna
No início do século XIX, Chincha passou conhecida pelos marinheiros britânicos como "Chinka". No final de 1806, os corsários britânicos dos navios Port au Prince e Lucy colaboraram na captura de algumas embarcações espanholas ao largo da costa e se envolveram em batalhas inconclusivas com a fragata espanhola Astraea, as Ilhas Chincha, foram o palco da guerra hispano–sul-americana entre o Peru e a Espanha entre 1864 e 1866.  

### Terremoto de 2007
A cidade, juntamente com outras perto da costa do Pacífico, foi danificada durante o terremoto de 2007 no Peru. 

## Cultura

### Arte e música africanas
A cultura afro-peruana prosperou em Chincha Alta, e os moradores afro-peruanos do distrito de El Carmen praticam muitas danças tradicionais. O uso do tambor Cajón, maracas e outros instrumentos tradicionais figura com destaque na música afro-peruana, popular em toda a região. Danças tradicionais são realizadas durante a temporada de Natal.

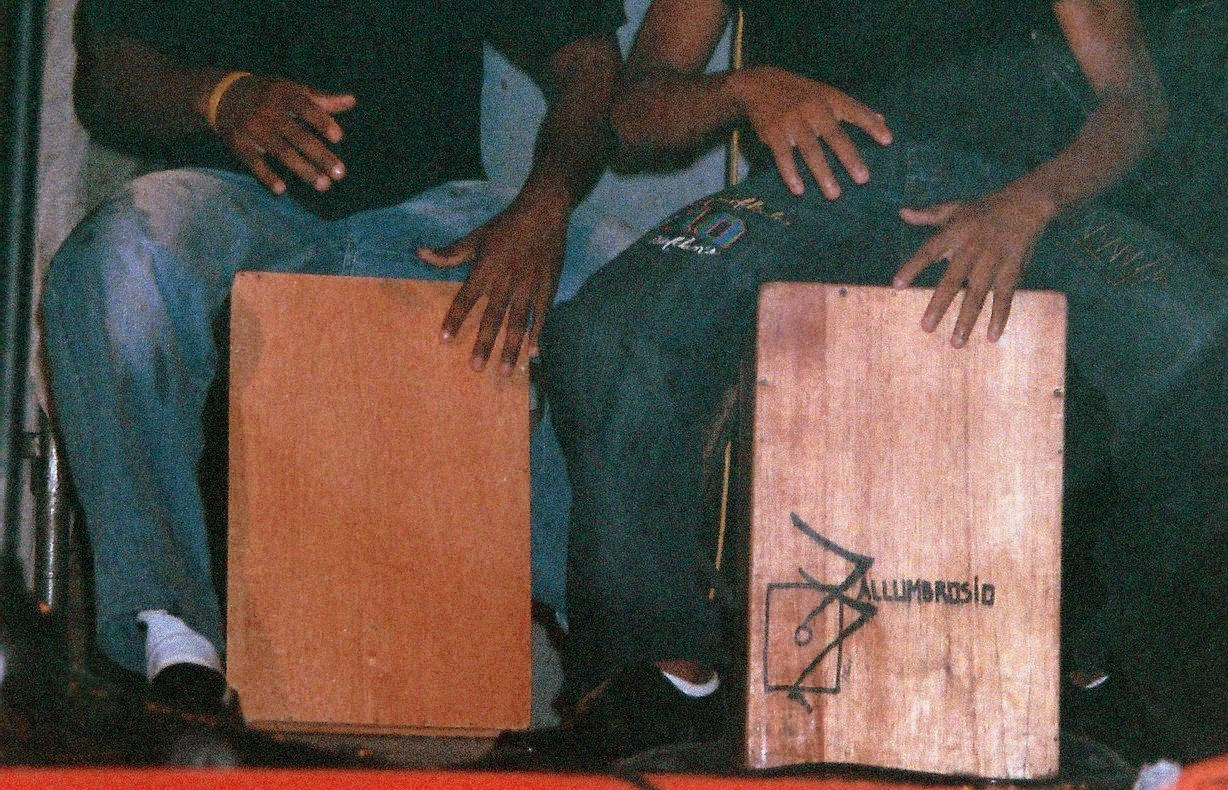
Bateristas tocando Cajón

### Cultura folclórica afro-peruana
Em fevereiro, acontece o festival "Verano Negro" (literalmente "Verão Negro"), que celebra a comida, a música, a cultura e a dança afro-peruanas. A culinária da área de Chincha Alta é considerada distinta de outras partes do Peru, devido à sua origem africana. 

## Hino
Foi composta em 1984 pela Sra. Ana Maria del Solar e Manolo Andrade Avalos, criadores da música e da letra, respectivamente, e aprovados pela Resolução Municipal nº 1440, em 30 de outubro do mesmo ano. Possui um coro e três versos que elogiam e exaltam a beleza da região de Chincha, bem como a coragem e o heroísmo de seu povo.  